# 也的迷失
也的迷失（1225年—1294年），又译作也的迷沙、叶谛弥实。元朝将领，蒙古朵鲁班氏。朵儿伯朵黑失的儿子。
也的迷失原本事奉忽必烈。跟随攻打南宋，因为骁勇赐号“拔都儿”。中统三年（1262年），从宗王拨绰攻打李璮，立功入宿卫、任云都赤（带刀近侍）。出任监军，在金刚台击败宋军，授昭勇大将军，光州等处招讨使。再跟随丞相伯颜南伐。监十二万户攻打阳逻等地。再跟随都元帅宋都䚟攻克隆兴府，分道取福建，所至皆克，担任镇国上将军、广东道宣慰使。至元十四年（1277年），担任江西行省参知政事。后遭诬陷，贬为招讨使，历任江西道宣慰使，福建行省参知政事、江西行省参知政事，督兵往来福建两广。至元二十一年（1284年），擒杀黎德，招降其众。历迁佥书江西行枢密院事、行枢密副使、同知枢密院事。至元二十六年（1289年），镇压广东钟明亮，次年，收降其部众。后以镇压不利，免官。元成宗即位，起复为东昌路达鲁花赤。不久去世。元武宗至大元年（1308年），追封云中郡公，谥号成毅。